# Dominicaines de Sainte Catherine de Sienne des Philippines
Ne doit pas être confondu avec Dominicaines du saint rosaire des Philippines.
Les Dominicaines de Sainte Catherine de Sienne des Philippines forment une congrégation religieuse féminine enseignante de droit pontifical.

## Histoire
Le 26 juillet 1696, le Père dominicain Jean de Saint-Domininique (1640-1726) et Françoise du Saint-Esprit (1647-1711), créent un beaterio dominicain à Intramuros dans la ville de Manille avec l'approbation de Diego Camacho y Ávila (es), archevêque de Manille. 
Au cours du XIXe siècle, les sœurs du beaterio sont appelées par les missionnaires dominicains en Chine pour diriger l'orphelinat de la mission de Fujian. Le béguinage est agrégé à l'Ordre des Prêcheurs par Aniceto Fernández Alonso (1895-1981), maître général, et affilié à la province dominicaine du Saint-Rosaire des Philippines. Le 14 mars 1933, la congrégation des religieux érige le beaterio en congrégation religieuse de droit diocésain. L'institut reçoit le décret de louange le 25 mars 1970.

## Activité et diffusion
Les sœurs se consacrent à l'enseignement.
Elles sont présentes en:
- Asie : Philippines, Thaïlande, Sri Lanka.
- Amérique : États-Unis d'Amérique.
- Afrique : Éthiopie.

La maison-mère est à Quezon City. 
En 2017, la congrégation comptait 274 sœurs dans 48 maisons.